# 人見恭一郎
人見 恭一郎（ひとみ きょういちろう、1937年6月26日-2005年3月24日）は、ジャズ音楽評論家。
兵庫県姫路市で会社を経営しながら、ジャズ音楽の愛好団体「姫路ジャズメイツ」の代表としてジャズの普及活動、コンサート活動を繰り広げる。ラジオ関西でも神戸ジャズタイムのパーソナリティーを長年担当した。毎回オープニングの挨拶で「ヒゲの人見恭一郎がご案内を務めさせていただきます」とコメントした。
髭を伸ばし始めたのは1999年春から。友人の上田泰雅の病気回復の願掛けから。
同じ姫路出身の俳優藤岡琢也（2006年10月没）とも親交が深く、神戸ジャズタイムでも暫し藤岡との交友関係が披露された（藤岡もNHKラジオ第1放送・ときめきJAZZ喫茶で随時その事を触れていた）。
2005年3月24日に病気により死去（享年68）。